# Gare de Casa-Port
La gare de Casa-Port est une gare ferroviaire du réseau de l'ONCF et une des principales gares de Casablanca, à côté de la gare de Casa-Voyageurs.
La gare est desservie par des trains régionaux et à longue distance.
Elle est située près du port de Casablanca et du centre-ville, dans l'arrondissement Sidi Belyout.

## Situation ferroviaire
La gare de Casa-Port est une gare de type cul-de-sac et dispose de huit voies et cinq quais.

## Histoire

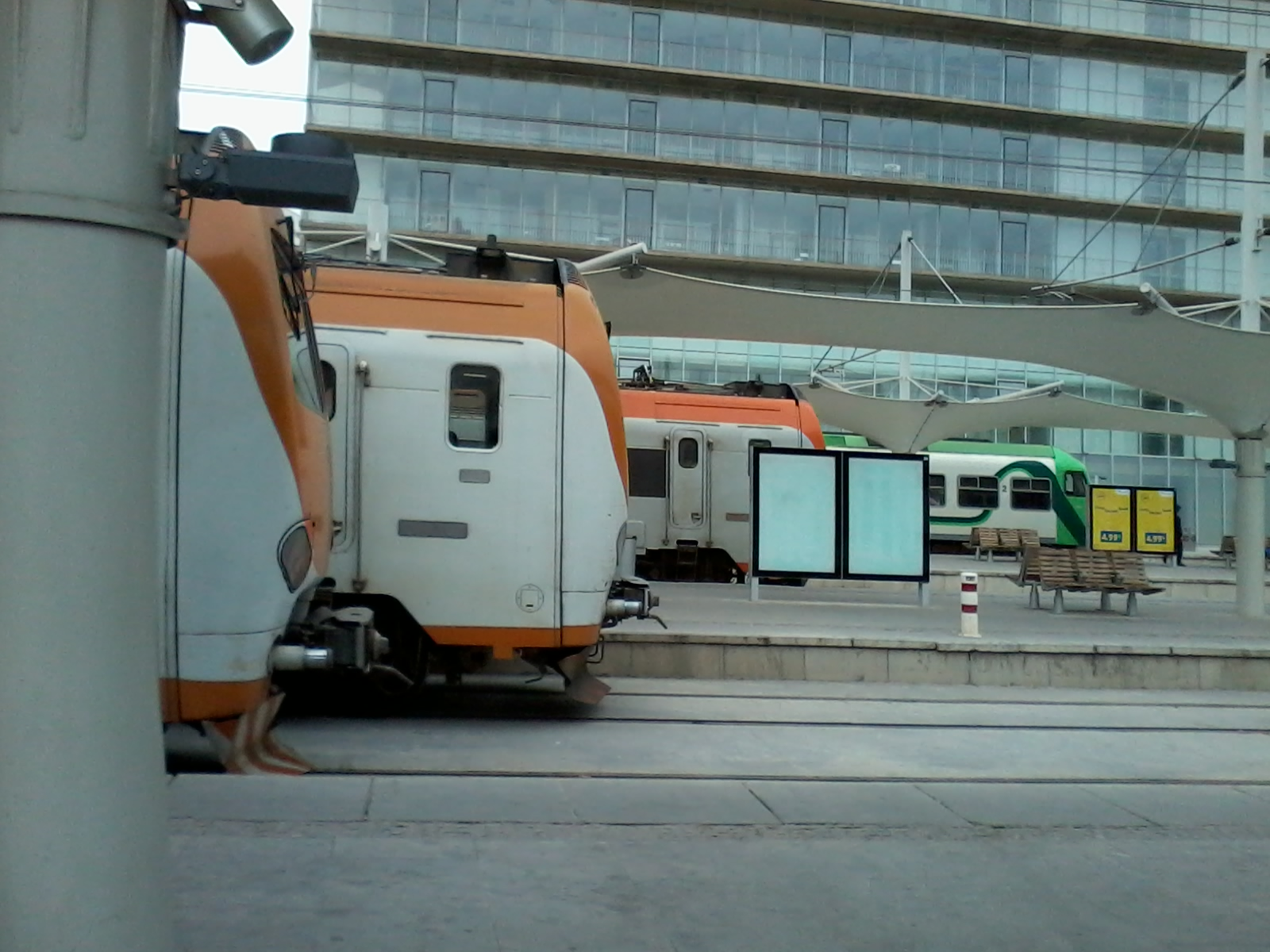
État d'avancement des travaux de réaménagement en juin 2013.

Un important projet de réaménagement de la gare de Casa-Port vient de s'achever. Il comprend entre autres la modernisation des infrastructures ferroviaires et des quais, une nouvelle halle voyageurs de 3000m², la création de commerces et d'un garage souterrain d'environ 500 places ainsi qu'un projet immobilier annexe avec une programmation de 27 000 m² de bureaux. L'investissement total est de 400 millions de dirhams pour la gare et 100 millions de dirhams pour les installations ferroviaires.
Pendant la phase travaux, l'accès aux quais se faisait par un bâtiment voyageurs provisoire situé du côté du boulevard Moulay Abderrahmane. La position d'arrêt des trains a également été décalée pour permettre la réalisation du chantier sans interruption du trafic.
Depuis la finalisation des travaux de rénovation et de réaménagement, la gare compte 8 voies et 5 quais pour une capacité de 20 trains par heure et permettra de gérer un flux d'environ 10 000 voyageurs par jour.
Le chantier de réaménagement lancé en mai 2008 a connu d'importants retards. Initialement, la fin des travaux, réalisés sous maîtrise d'ouvrage ONCF et maîtrise d'œuvre AREP/Groupe 3A, était annoncée pour l'année 2012, puis pour l'année 2013,. La construction plus délicate que prévu des niveaux souterrains dans un sol instable à proximité de la mer, en 2010 le chantier fut entièrement inondé - ainsi que la défaillance d'une entreprise de construction, nécessitant la relance des procédures d’octroi du marché pour une grande partie des gros-œuvres, ont retardé le chantier,.
Malgré ces retards, le chantier s'est officiellement achevé par la cérémonie d'inauguration de la nouvelle gare le jeudi 25 septembre 2014 en présence du Roi Mohammed VI.

## Service des voyageurs

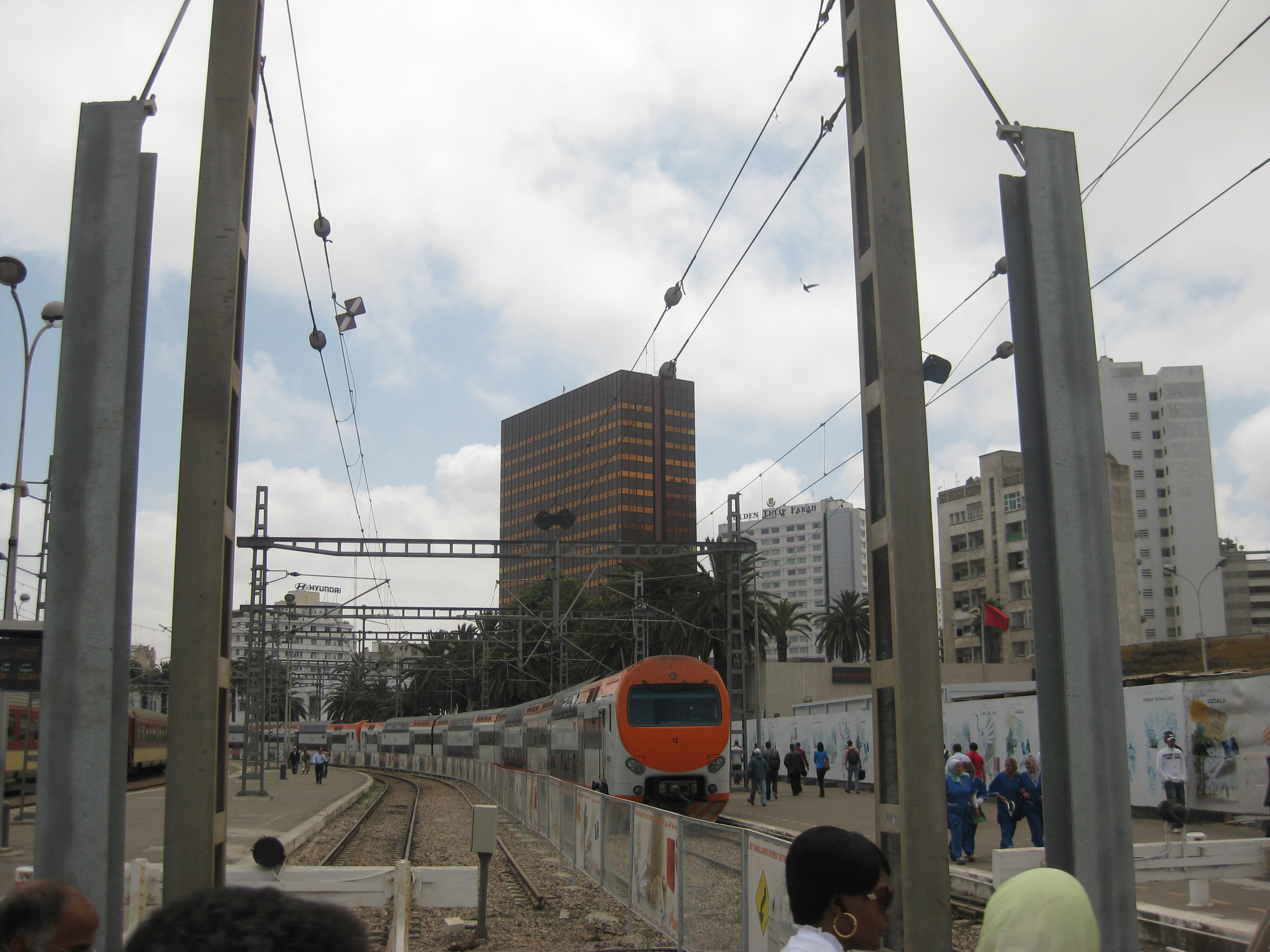
Anciennes esplanade de 4000m² donnant accès pieton a l’ancien hall voyageur.

### Accueil
La gare contient des restaurants et autres boutiques diverses installées sur deux niveaux. L'accès aux quais se fait uniquement lorsque vous êtes en possession de votre billet.

### Desserte
La gare de Casa-Port est dédié exclusivement aux services régionaux avec les TNR Casablanca - Rabat - Kénitra, Casablanca - Settat, Casablanca - El Jadida et  Casablanca - Aéroport Mohammed V.

### Intermodalité
La gare de Casa-Port est accessible par le taxi, ou par les lignes de bus  9   9E   56   84   900 , ou, depuis le 23 septembre 2024, par la ligne  du tramway de Casablanca dont la station est située sur l'esplanade face à l'entrée de la gare.

## Futur de la Gare à l'Horizon 2030

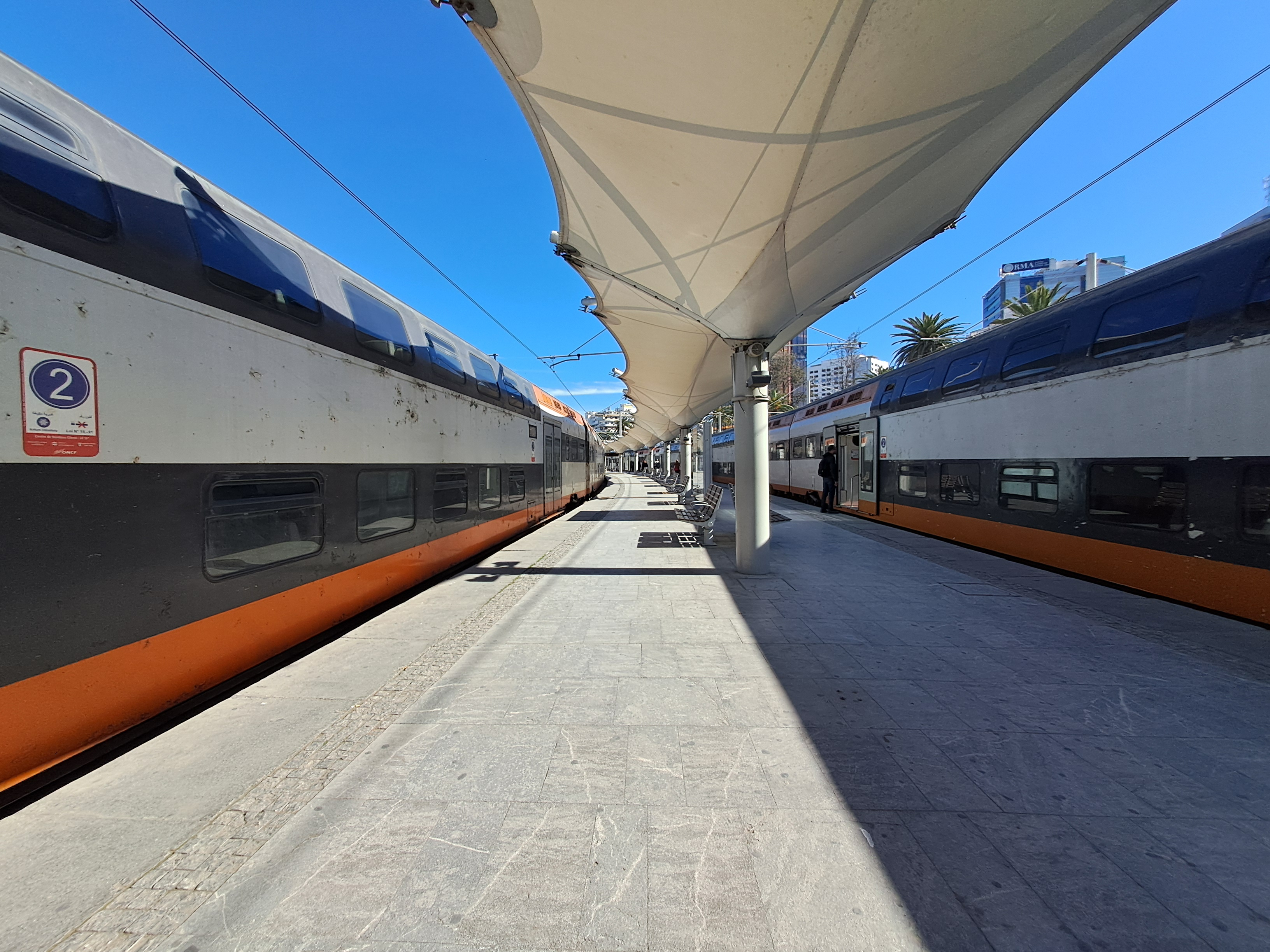
Entre deux TNR sur le quai de la gare Gare de Casa-Port

Avec le projet de la LGV Kénitra-Marrakech et la Coupe du monde de football 2030, la gare de Casa Port sera étendu à 12 quais et sera le terminus des 2 des 3 lignes du futur RER de Casablanca à destination respectivement de Mohammédia et de la ville nouvelle de Nouaceur.